# Pyramidella
Genre
Synonymes
- genre Obeliscus Gray, 1847[1]
- genre Plotia Röding, 1798[1]
- genre Urambella Laseron, 1959[1]
- sous-genre Melania (Plotia) Röding, 1798[1]
- sous-genre Pyramidella (Elusa) A. Adams, 1861[1]

Pyramidella est un genre de mollusques gastéropodes de la famille des Pyramidellidae.

## Liste d'espèces
Selon World Register of Marine Species (13 octobre 2017) :
- Pyramidella achates (Gould, 1853)
- Pyramidella adamsi Carpenter, 1864
- Pyramidella affinis (Laseron, 1959)
- Pyramidella ava Bartsch, 1926
- Pyramidella bairdi Dall & Bartsch, 1909
- Pyramidella bicolor Menke, 1854
- Pyramidella camara Bartsch, 1927
- Pyramidella conica C. B. Adams, 1852
- Pyramidella corrugata Lamarck, 1822
- Pyramidella dolabrata (Linnaeus, 1758)
- Pyramidella elenensis Bartsch, 1924
- Pyramidella fastigium (A. Adams, 1855)
- Pyramidella gracilis A. Adams, 1854
- Pyramidella guardiarioorum Poppe, Tagaro & Stahlschmidt, 2015
- Pyramidella hancocki Strong & Hertlein, 1939
- Pyramidella hastata (A. Adams, 1854)
- Pyramidella inopinata (Schander, 1994)
- Pyramidella linearum Pilsbry & Lowe, 1932
- Pyramidella maculosa Lamarck, 1822
- Pyramidella magdalenensis Bartsch, 1917
- Pyramidella mazatlanica Dall & Bartsch, 1909
- Pyramidella mexicana Dall & Bartsch, 1909
- Pyramidella minor (E. A. Smith, 1904)
- Pyramidella moffati Dall & Bartsch, 1906
- Pyramidella panamensis Dall & Bartsch, 1909
- Pyramidella plicata (Laseron, 1959)
- Pyramidella sanctaehelenae (E. A. Smith, 1890)
- Pyramidella scitula (A. Adams, 1854)
- Pyramidella subdolabrata (Mörch, 1854)
- Pyramidella subglabra Odhner, 1919
- Pyramidella terebelloides (A. Adams, 1854)
- Pyramidella turrita A. Adams, 1854